# آپرویل (ویرجینیا)
آپرویل (به انگلیسی: Upperville) یک منطقهٔ مسکونی در ایالات متحده آمریکا است که در Fauquier County واقع شده‌است.